# Мориондо-Торинезе
 Мориондо-Торинезе  (итал. Moriondo Torinese) — город в Италии, расположен в регионе Пьемонт, подчинён административному центру Турин.
Население составляет 816 человек (на 31.08.2012 г.), плотность населения составляет 136 чел./км². Занимает площадь 6 км². Почтовый индекс — 10020. Телефонный код — 011.
Покровителем коммуны почитается Христос-Спаситель, празднование в третье воскресенье октября.